# Аллейкэт
Аллейкэт (Аллейкат, Аллейкет, англ. Alleycat)— неофициальная, неформальная велогонка. Аллейкэты почти всегда проводятся в городах, и часто организуются велокурьерами. Неформальность организации сочетается с большим акцентом на принятие участия в мероприятии, чем собственно соревновательная часть. На многих аллейкэтах вручают приз последнему финишировавшему участнику — англ. Dead Friggin' Last («Блин!, последний») или DFL.
Первая гонка, названная «Alley Cat», состоялась в Торонто 30 октября 1989 г. Гонка проводилась в своей оригинальной форме последующие пять лет на Хэллоуин и День святого Валентина.
В 1993 году, когда велокурьеры из Торонто рассказали про Аллейкэт
на Первой международной гонке велокурьеров (C.M.W.C Berlin), название и концепция широко распространились по всему миру.
Регулярно организуемые аллейкэты можно видеть в крупных городах Северной Америки, Европы и Азии. Во многих более мелких городах, где нет велокурьеров, аллейкэты проводятся сообществами растущей субкультуры городских велосипедистов.

## Стили гонки
Стиль проведения гонки во многом зависит от организаторов и отражает их индивидуальность. Гонка может быть менее соревновательной и устраиваемой для развлечения местного сообщества велокурьеров на праздники, например Нью-Йоркский Аллейкэт 4 июля (англ. NYC's July 4 Alleycat). Или же может быть экстремально изнурительной с целью отсеять всех, кроме самых быстрых и лучших велокурьеров.
Правила могут варьироваться, но включают:
- Чекпоинты  (КП, контрольные пункты, англ. Checkpoints) — первый чекпоинт дается на старте гонки, и по прибытии на него гонщику открывается следующий. Это во многом похоже на работу велокурьера по доставке посылок во время его рабочего дня. Маршрут к КП прокладывается участником на своё усмотрение и показывает знание гонщиком местности.
- Чекпоинты с заданиями (КП с заданиями, англ. Task Checkpoints) — на некоторых гонках по прибытии на КП участнику придется выполнить задание или трюк, прежде чем он получит следующую локацию. Это позволяет организаторам быть настолько креативными, насколько они захотят.

Чекпоинты с заданиями могут включать как задания сделать что-либо, такие как забраться по ступенькам, выпить рюмку крепкого алкоголя или съесть что-нибудь с острым соусом, выполнить сложный трюк, или же могут быть задания на умственные способности гонщиков, такие как блиц-опрос на общую эрудицию или задания на знания, имеющие отношение к велокурьерам. Часто на гонке бывает не обязательно брать все чекпоинты, и задания/чекпоинты могут быть пропущены (потенциально с потерей очков), если гонщик чувствует, что время на выполнение задания не стоит баллов, которые на нем можно заработать.
- Чекпоинты перед стартом (англ. Checkpoints Up Front) — на гонке в этом формате организаторы выдают чекпоинты/задания за 5—30 минут до старта. Это позволяет участникам выбрать лучший маршрут между КП.
- Гонка по очкам (англ. Point Collection) — некоторые гонки проходят в стиле, похожем на городское ориентирование, где каждый КП стоит определённое число очков. Это часто гонка в варианте «Чекпоинты перед стартом» и гонщик может решать не останавливаться на некоторых чекпоинтах, если оценивает, что более раннее время завершения гонки перекроет очки, которые можно заработать на этом чекпоинте.

Гонщики не носят обычные гоночные номера, вместо них используются карты в спицах (англ. spoke cards). Вначале это были карты Таро, но сейчас чаще специально напечатанные для конкретного мероприятия. Гоночный номер участника дописывается маркером, а затем карта вставляется между спицами заднего колеса.
Карты в спицах часто сохраняются участниками в качестве сувенира, что приводит к тому, что со временем на колесе их накапливается много.

## Рост популярности
Обоснование роста количества гонок Аллейкэт затруднено по причине недостаточной публичности таких мероприятий и недостаточного документирования их в сообществах. Некоторые вещи могут ассоциироваться с аллейкэтами, такие как использование велосипедов fixed-gear, которые стали более популярными в последней половине 2000-х.
Количество организуемых аллейкэтов также кажется на подъёме, с тех пор как не-велокурьеры начали организовывать свои собственные гонки.
Мероприятия представляющие культуру аллейкэт значительно расширились и распространились начиная с 2000-го года.
Некоторые гонки призваны привлечь внимание к вопросам, которые волнуют велокурьеров и сообщества велокурьеров, например Нью-Йоркский Аллейкэт «NYC’s 4/20:Hip to be Square» посвященный проблемам употребления марихуаны, аллейкэт «Глобальное потепление» (англ. Global Warming Alleycat)) прошел в один день в Торонто, Сан-Франциско, Мехико, Берлине и Нью-Йорке.
Между тем, мероприятия такие как Фестиваль велосипедных фильмов (англ. Bicycle Film Festival) проходят в десятках городов и охватывают множество различных проявлений вело-культуры в стиле аллейкэт. Ветеран аллейкэта видеооператор Люк Брюннель (Lucas Brunelle) является общепризнанным пионером в искусстве съемки аллейкэта «от первого лица» — с нашлемной камеры и распространения видеоматериала онлайн.
На Youtube в настоящее время размещено более 1000 видеороликов о гонках аллейкэт, большинство из которых загружено после 2006 года.

## Легальность
Гонки аллейкэт начали проводиться регулярно в крупных городах по всему миру и распространились и на менее крупные города за последние несколько лет. В результате потенциально опасного характера этого вида спорта и различных местных законов, аллейкэт почти никогда не проводится полностью легально. В Великобритании организованная велогонка на дорогах общего пользования не может проводиться без разрешения полиции и соответствующей организации спортивной части. Однако гонки в стиле «Охота за сокровищами» (кэшинг) и индивидуальные гонки на время допускаются.
С другой стороны, организаторы пытаются переложить вопросы законности на самих гонщиков. Нарушать или нет те или иные законы, оставляют на индивидуальное решение каждого гонщика.

## Несчастные случаи на аллейкэте
24 февраля 2008 года, во время участия в Tour Da Chicago, зимней серии аллейкэтов, Мэтт Менжер-Линч погиб в результате столкновения с автомобилем.
Очевидцы сообщили, что г-н Менжер-Линч не смог остановиться на красный свет. Его смерть вызвала значительное количество пересудов и привлекла внимание к аллейкэту в местных
новостях.